# Hon na ponorku
Hon na ponorku (v anglickém originále The Hunt for Red October), je americký akční film z roku 1990, který vznikl na základě románu Toma Clancyho, přičemž režie se ujal režisér John McTiernan. Film distribuovala firma Paramount Pictures. Délka filmu je 129 minut a hudbu k němu složil řecký hudebník Basil Poledouris. Ve filmu hráli: Sean Connery, Alec Baldwin, Scott Glenn, Sam Neill, James Earl Jones, Tim Curry.

## Děj
Film začíná na palubě raketonosné jaderné ponorky Rudý říjen (v originále Red October), nejnovějším plavidle sovětského válečného námořnictva, které vyplouvá z ponorkové základny Murmansk. Na věži ponorky stojí litevský kapitán Marko Ramius (herec Sean Connery) a jeho zástupce Borodin (Sam Neill). Marko Ramius sleduje dalekohledem remorkéry, které je vlečou, zatímco Borodin s ním rozmlouvá. Po chvíli kapitán odloží dalekohled, filozoficky promluví, načež začnou oba důstojníci scházet do vnitřní části ponorky.
Ve stejné chvíli, ale v USA rozmlouvá Jack Ryan (herec Alec Baldwin), zaměstnanec CIA, pro kterou dělá rozbory, s americkým admirálem Greerem (James Earl Jones), kterého informuje o tom, že britská zpravodajská služba získala snímky nejnovější sovětské ponorky třídy Tajfun, která je o 12 metrů delší a o tři metry širší než ostatní ponorky třídy Tajfun. Nejvíce je ale oba začnou trápit zvláštní otvory, které má ponorka po bocích trupu. Ani jeden z nich netuší co to může být, a proto se Ryan vydává do suchého doku za expertem, aby to zjistil.
Ve stejné chvíli, kdy se dějí tyto události, se americká jaderná útočná ponorka USS Dallas třídy Los Angeles pohybuje asi 100 mil od Rudého října. její radista Jones zrovna zaučuje svého mladšího kolegu Bonmonta do tajů radaru jejich ponorky, když v tom se na sonaru objeví ponorka (Rudý říjen) v kurzu 0.9.7. Americký kapitán Bart Mancuso (hraje Scott Glenn) vydává rozkaz, aby Jones ponorku neustále sledoval a dal jí jméno Tajfun 7 (sedmá ponorka třídy Tajfun).
Na palubě sledovaného Rudého října kapitán Ramius směřuje do své kabiny, kde, jak mu oznámil zástupce Borodin, má být politruk Putin. Kapitán z toho moc velkou radost nemá, protože tím, že by ho sledoval politický pracovník, by nemohl emigrovat do USA, což má v plánu i se svými loajálními důstojníky, kteří s ním slouží na všech nejnovějších ponorkách už řadu let. Okamžitě při prvním setkání je zřejmé, že politruk je silně podezřívavý, a kapitán se ho proto rozhodne zbavit, jakmile otevřou trezor s rozkazy. Po otevření trezoru přečte politruk rozkaz. Ponorce je uloženo plout do severních polárních moří, kde se setká s ponorkou třídy Alfa, se jménem Konovalov, které velí Ramiusův žák kapitán Tupolev. Na místě, ve čtverci 54-90, má Tupolev simulovat souboj s Ramiusem, přičemž Ramius má otestovat nejnovější ruský vynález, supertichý, tzv. housenkový pohon, námořníky nazývaný jen „housenka“ (ponorka je jediná v sovětském námořnictvu, která je tímto pohonem vybavena). Politruk jde okamžitě oznámit poslání posádce, ale to kapitán nechce dovolit, tudíž ho na místě povalí k zemi, přeruší mu spojení s míchou, a tím ho i zabije. Následné dojde i Borodin a palubní doktor Petrov (Tim Curry) a pomocný kuchař Loginov, kteří sledují, jak kapitán bere mrtvému Putinovi klíče od trezoru a tajné dokumenty. Poté, co Borodin i doktor s kuchařem odejdou, kapitán spálí původní rozkazy a začne popíjet whisky.
O chvíli později vstupuje Jack Ryan do loděnice číslo 4 v Patuxent ve státě Maryland, kde se právě vyrábí nová ponorka třídy Los Angeles a jedna tajná miniponorka (název DSVR), která se může přichytit k jakékoliv jiné ponorce, otevřít její poklop a přepadnout posádku. Celou práci kontroluje kapitán, Ryanův dobrý přítel. Ten po prozkoumání fotky Tajfunu zjistí, že je větší i širší než normální Tajfun, a že neznáme kryty u boků jsou ve skutečnosti housenkový pohon. Je z toho zklamaný, protože podobný pohon už vyzkoumávalo i USA, ovšem neúspěšně. Začne vyslovovat jako první varování, že Rudý říjen chce možná odpálit rakety.
Na Rudém říjnu mezitím kapitán Ramius začne svůj proslov. vykládá o boji USA proti SSSR, o tom, že dříve se třásli před jejich raketami, a nyní se zachvějí před jejich tichem (housenkový pohon). Místo spálených rozkazů prohlásí, že ponorka podle rozkazu popluje na Kubu, kde se posádka setká se svými „udatnými“ soudruhy. Ve skutečnosti už přemýšlí, jak předat ponorku Američanům bez posádky, jen s důstojníky. Po zakončení proslovu řekne jednu z nejznámějších vět filmu: „Dnes je velký den, soudruzi. My plujeme do historie! (v originále: A great day comrades. We sail to history!)“. Posádka začne křičet radostí, načež začne zpívat sovětskou hymnu. Kapitán mezitím vydá rozkaz zapnout „housenku“ a stanoví nový kurz 2.5.0., načež ponorka zahne vlevo. V té chvíli se zapne i housenkový pohon a na Dallasu ztratí s Rudým říjnem spojení. Ohromený radista Jones sleduje, jak se na sonaru objevuje jen malý poryv zemských desek (aniž to tuší, jedná se o zpěv členů ponorky). Na Rudém říjnu však americkou ponorku zachytí, ale Ramius se jí nebojí, ví že s tichým ponorem je nemůže zaslechnout. Borodin se trochu strachuje, že zaslechnou zpěv, ale kapitán jeho obavy zaplaší.
Následující den na velitelství sovětského námořnictva v Moskvě vstupuje admirál Paďorin do své kanceláře. Při popíjení čaje ve své pracovně si čte dopis od Marka Ramiuse, v němž je psáno, že se chystá s Rudým říjnem zběhnout k Američanům.

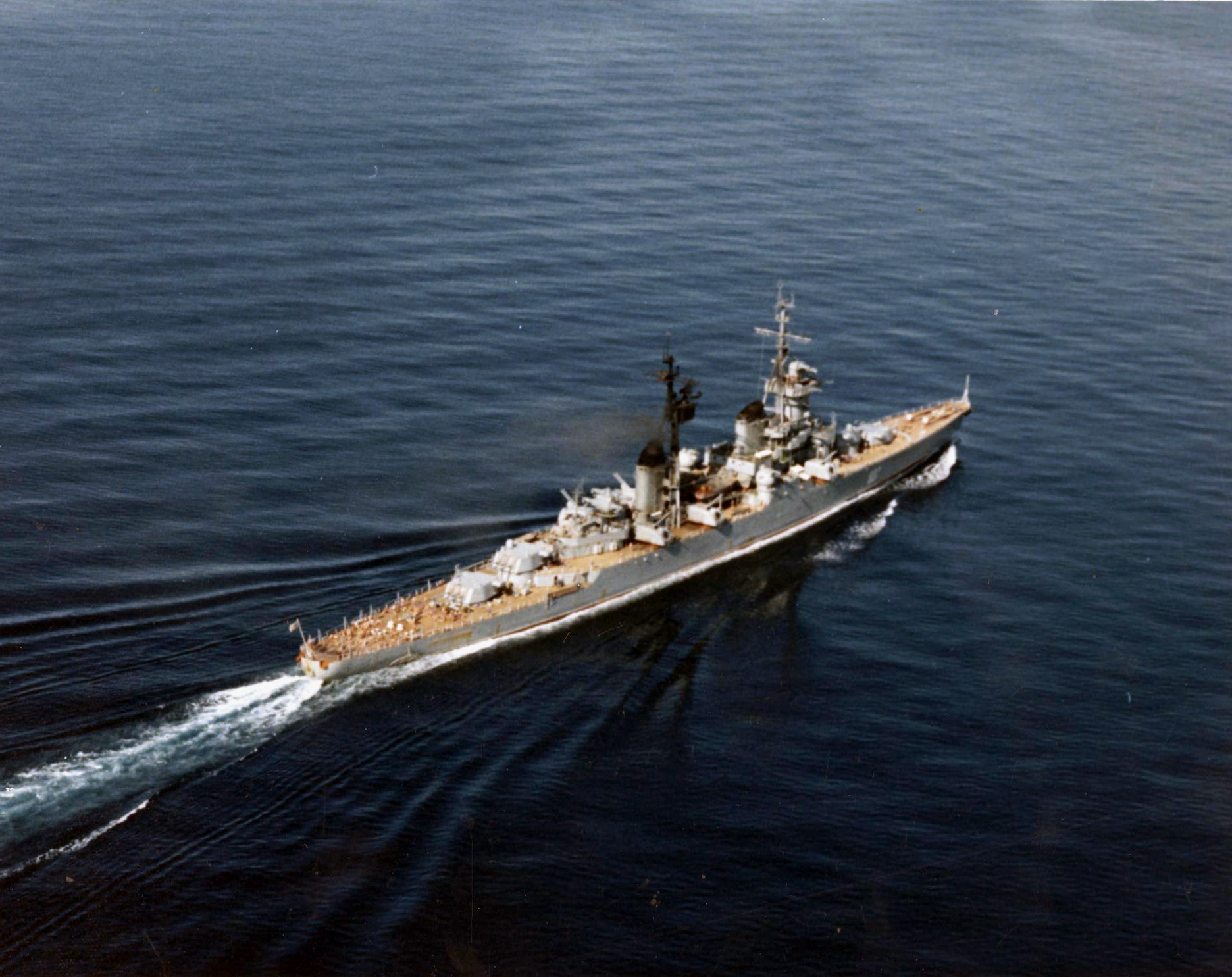
Lehký křižník třídy Sverdlov, ve filmu pronásledující Rudý říjen

V USA ve Washingtonu se mezitím chystá porada generálů, velvyslance USA, admirálů a Jacka Ryana ohledně Rudého října. Admirál Paďorin totiž zalarmoval celé sovětské námořnictvo. Na hon za ponorkou vyráží 1 raketový křižník třídy Kirov, tři lehké křižníky třídy Sverdlov, a dvě letadlové lodě, Minsk a Kijev a také nespočet ponorek (asi 50) třídy Alfa. Tato síla představuje prakticky celé sovětské námořnictvo. Admirál Greer proto vezme Jacka s sebou a řekne mu, ať na poradě řekne vše, co si myslí. Na schůzce je i bezpečnostní poradce prezidenta, který rovněž jako jediný má spojení s ruským velvyslancem v USA, a tudíž má o celé situaci informace od Rusů, ale víc věří Ryanovi. Během porady najednou Ryana napadne, že Ramius chce možná emigrovat, ale když svůj návrh přednese, je už pozdě, protože všichni z dosavadních údajů už diskutují o tom, jak zabránit ruské invazi. Ryanovi navíc nikdo nevěří, protože jako Ramiusův motiv volí třeba to, že ten den před rokem umřela jeho žena. Nikdo mu nevěří, krom bezpečnostního poradce, který po odchodu „pohlavárů“ začne s Ryanem živě diskutovat o tom, jak získat Rudý říjen. Nakonec dá Ryanovi tři dny na to, aby Ramiuse zkontaktoval a zjistil jeho záměry nebo ho potopí americké námořnictvo.